# Vojtěch Kubista
Vojtěch Kubista, né le 19 mars 1993 à Jablonec nad Nisou en Tchéquie, est un footballeur tchèque qui évolue au poste de milieu central ou de défenseur central au Mladá Boleslav.

## Biographie

### En club
Né à Jablonec nad Nisou en Tchéquie Vojtěch Kubista est formé par le club local du FK Jablonec. Il joue son premier match en professionnel le 3 avril 2013, face au FC Viktoria Plzeň, en coupe de Tchéquie. Il entre en jeu à la place de Karel Piták et son équipe l'emporte par deux buts à un. Il participe à la finale de la coupe de Tchéquie avec le FK Jablonec, celle-ci a lieu le 17 mai 2013 face au FK Mladá Boleslav et son équipe l'emporte après une séance de tirs au but. Il glane ainsi le premier titre de sa carrière.
Le 14 janvier 2020, Vojtěch Kubista prolonge son contrat avec le FK Jablonec, étant alors lié au club jusqu'en juin 2022.
Le 24 août 2022, Vojtěch Kubista s'engage en faveur du Mladá Boleslav. Il retrouve un club où il avait déjà évolué en prêt en 2015.

### En sélection
Vojtěch Kubista joue deux matchs avec l'équipe de Tchéquie espoirs, le premier en 2013 et le second en 2014.

## Vie privée
Vojtěch Kubista est le frère de  Jan Kubista, athlète tchèque, spécialiste du 800 m. Son père, lui aussi nommé Jan Kubista, est également un athlète spécialiste des courses de demi-fond. Il a également un autre frère, Matěj Kubista, footballeur évoluant principalement en deuxième division tchèque.

## Palmarès
FK Jablonec
- Coupe de Tchéquie (1) :
  - Vainqueur : 2013.